# When the Screams Come
When the Screams Come – trzeci album koncertowy doom metalowego zespołu Pentagram wydany 18 kwietnia 2015 roku przez wytwórnię Metal Blade Records. Album wydano na płytach winylowych w liczbie 1000 sztuk.

## Lista utworów

### Dysk 1
1. „Day of Reckoning” – 3:11
2. „Forever My Queen” – 2:42
3. „Ask No More” – 4:11
4. „Run My Course” – 2:57
5. „You're Lost, I'm Free” – 2:53
6. „Review Your Choices” – 3:24
7. „Petrified” – 6:38
8. „Relentless” – 4:37
9. „All Your Sins” – 5:38

### Dysk 2
1. „20 Buck Spin” – 5:44
2. „Sign of the Wolf” – 4:37
3. „When the Screams Come” – 9:38
4. „Death Row” – 4:48 (bonus)
5. „Don't Let Me Be Misunderstood (cover The Animals)” – 4:53 (bonus)
6. „Vampyre Love” – 3:57 (bonus)
7. „Nothing Left” – 4:05 (bonus)
8. „Relentless Reprise” – 1:30 (bonus)

## Twórcy
Pentagram w składzie
- Bobby Liebling – śpiew
- Victor Griffin – gitara
- Greg Turley – gitara basowa
- Gary Isom – perkusja
- Sean Saley – perkusja (utwory dodatkowe)